# Villa San Giovanni
Villa San Giovanni község (comune) Calabria régiójában, Reggio Calabria megyében.

## Fekvése
A Messinai-szoros partján fekszik, a Pezzo-fok szomszédságában, amely a legközelebbi pont Calabria és Szicília között. Határai: Campo Calabro, Fiumara, Reggio Calabria és Scilla.

## Története
Stratégiai fekvése miatt már az ókorban fontos szerepet játszott. A rómaiak Colonna Reggina néven egy őrállomást létesítettek itt, a Capuából Rhegium felé haladó Via Popilia mentén. A pun háborúkat megelőző időszakban Poszeidón tiszteletére egy templomot építettek a mai város területén. A Nyugatrómai Birodalom bukása után az 5. században a gótok pusztították el. Csak később, a 9. század második felében népesült be ismét Cenisio néven. A 11. századtól a normann Szicíliai Királyság része lett. A  középkorban nemesi családok birtokolták, majd a 19. század elején önálló község lett. Mai elnevezését 1791-ben kapta. A 18. századtól kezdődően a 20. század elejéig az egyik legfontosabb selyemkészítő település volt Olaszországban. 1908 decemberében hatalmas földrengés rázta meg a Messinai-szorost környékét, melynek közel 700 halálos  áldozata volt Villa San Giovanniban (az akkori lakosság kb. 10%-a).[forrás?] 1927-ben Reggio Reggio Calabriához csatolták, viszont 1933-ban visszanyerte önállóságát.

## Közlekedés

### Vasút
Vasútállomása Stazione di Villa San Giovanni.

## Népessége
A népesség számának alakulása:

## Főbb látnivalói
- az 1742-ben épült SS. Cosma e Damiano-templom
- a 18. században épült Maria Santissima Immacolata-templom
- az 1971-ben épült Maria Santissima del Rosario-templom